# 張海藤

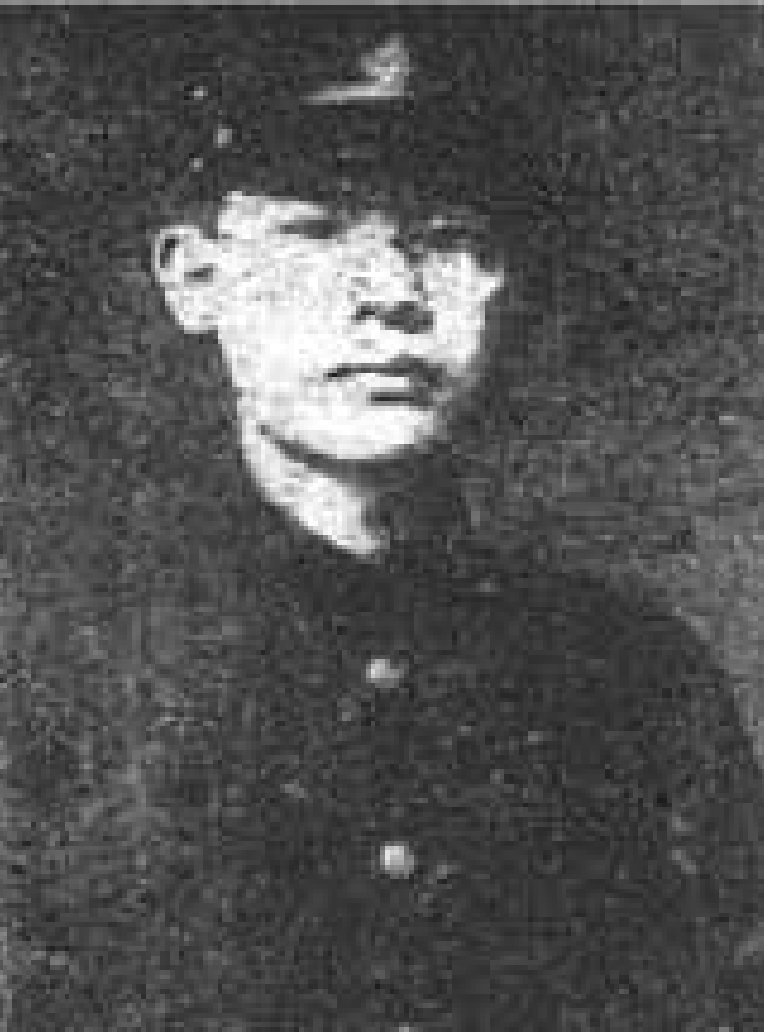
張海藤肖像

張海藤（约1902年—1994年1月），臺灣臺南市人，醫師，曾於菲律賓馬尼拉行醫。

## 生平
張海藤生於臺南市東門町（今臺南市中西區、東區一帶）:23，1924年4月30日畢業於臺北醫學專門學校豫科（預科）:40，翌年進入同校就讀:74，1929年4月30日畢業:102。後受馬偕醫院延攬前往該院工作，為增加臨床經驗，晚上則在中村精神病院服務。1930年張海藤受廈門博愛會醫院邀請，至該醫院任職，期間曾與從菲律賓馬尼拉來看診的華人患者接觸，隨即發覺菲律賓可供華人使用的醫療設施較不夠，產生赴菲律賓行醫的想法:10:29。
1902年美國排華法案開始在菲律賓適用，由於該法案不依國籍，而用血緣認定華人身份，故臺灣人亦無法輕易入境菲律賓。1931年1月，張海藤為考菲律賓醫師試驗，先取得半年的短期居留許可，同年7月便收到菲律賓稅關的離境命令。但張海藤依然必須留在菲律賓練習語文，才能繼續準備12月舉辦的考試，其遂透過日本駐廈門領事、馬尼拉總領事館（今日本駐菲律賓大使館）、臺灣總督府翻譯官森新一、醫師堀內次雄等人的協調，才讓菲律賓稅關長給予張海藤永久居住權:30-31。1931年張海藤第一次接受試驗，但其資格不為菲律賓試驗委員所接受，不能參與考試。張海藤因此進入醫科大學豫科研習，二度參加卻依然失敗，1934年:9才獲得於菲律賓開業之資格:31:11。通過試驗時，《臺灣日日新報》以半版規模作大幅的專題報導，稱其為「南方發展之礎石」:9。
取得開業資格後，張海藤先於日本人小學校馬尼拉小學校內擔任校醫，1934年6月在馬尼拉設立醫院:31:11。1938年在菲律賓的臺灣人於馬尼拉成立「臺灣同鄉會」:31:11，其擔任會長:46。1942年1月日軍登陸馬尼拉，張海藤勸華僑領袖楊啟泰，將原「菲律賓華僑援助抗敵委員會」成員、國民黨黨部人員、重要華僑集中保護，以免被日本憲兵抓捕或騷擾，張海藤又與日本憲兵交涉，請求保護重要華僑安全，日軍同意，於是華僑領袖和國民黨幹部總計42人全數集中，卻被押至菲律賓大學監禁，而中華民國駐菲律賓總領事館人員已先遭拘禁於該處:20。日軍勸誘其合作失敗，最後將其中5人釋放，28人被判20年徒刑，9人被處死，8名中國外交官被殺害:20。張海藤之後持續在菲律賓為日軍做醫療服務，至1944年日本在菲律賓的統治開始衰敗後，始舉家返回臺灣:31:11。
戰後奉臺灣省行政長官公署之命，擔任高雄海港檢疫所所長，後與妻女遷居美國洛杉磯亞凱迪亞市，1994年1月張海藤在亞凱迪亞過世，享壽92歲:30。

## 家庭
張海藤之子張勝雄於1967年獲得阿拉巴馬州立大學醫學博士學位，曾任亞凱迪亞市副市長，競選該市市議員失敗後，改任家庭科醫師，張勝雄之妻馬敏妹則任亞凱迪亞市中文學校校長，其女張壽華為北美臺中女中校友會長:29。